# Liste der Monuments historiques in Montord
Die Liste der Monuments historiques in Montord führt die Monuments historiques in der französischen Gemeinde Montord auf.

## Liste der Objekte
| Bezeichnung                  | Beschreibung    | Standort                       | Kennzeichnung | Schutzstatus | Datum | Bild |
| ---------------------------- | --------------- | ------------------------------ | ------------- | ------------ | ----- | ---- |
| Skulptur Madonna mit Kind    | Holz, polychrom | in der Kirche St-Martin (Lage) | PM03001576    | Inscrit      | 2006  |      |
| Skulptur des heiligen Martin | Holz, polychrom | in der Kirche St-Martin (Lage) | PM03001575    | Inscrit      | 2006  |      |
| Skulptur der heiligen Anna   | Stein           | in der Kirche St-Martin (Lage) | PM03001574    | Inscrit      | 2006  |      |